# Condado del Valle Dorado
Condado del Valle Dorado är en ort i Mexiko.   Den ligger i kommunen Veracruz och delstaten Veracruz, i den sydöstra delen av landet, 300 km öster om huvudstaden Mexico City. Condado del Valle Dorado ligger 31 meter över havet och antalet invånare är 702.
Terrängen runt Condado del Valle Dorado är platt. Havet är nära Condado del Valle Dorado åt nordost. Runt Condado del Valle Dorado är det mycket tätbefolkat, med 1 221 invånare per kvadratkilometer. Närmaste större samhälle är Veracruz, 8,5 km sydost om Condado del Valle Dorado. Runt Condado del Valle Dorado är det i huvudsak tätbebyggt.